# Turquie aux Jeux olympiques d'été de 2020
Le Turquie participe aux Jeux olympiques de 2020 à Tokyo au Japon. Il s'agit de sa 23e participation à des Jeux d'été.

## Médaillés
| Sport       | Discipline           | Athlète(s)        | Performance                | Date       |
| ----------- | -------------------- | ----------------- | -------------------------- | ---------- |
| Tir à l'arc | Invidiuel hommes     | Mete Gazoz        | Mauro Nespoli Victoire 6-4 | 31 juillet |
| Boxe        | Poids welters femmes | Busenaz Sürmeneli | Gu Hong Victoire 3-0       | 7 août     |

| Sport  | Discipline           | Athlète(s)     | Performance                 | Date   |
| ------ | -------------------- | -------------- | --------------------------- | ------ |
| Karaté | Kumité 67 kg hommes  | Eray Şamdan    | Steven Da Costa Défaite 0-5 | 5 août |
| Boxe   | Poids mouches femmes | Buse Çakıroğlu | Huang Hsiao-wen Défaite 0-5 | 7 août |

| Sport       | Discipline                  | Athlète(s)         | Performance                           | Date       |
| ----------- | --------------------------- | ------------------ | ------------------------------------- | ---------- |
| Taekwondo   | 68 kg hommes                | Hakan Reçber       | Nedžad Husić Victoire 22-13           | 25 juillet |
| Taekwondo   | 57 kg femmes                | Hatice Kübra İlgün | Kimia Alizadeh Victoire 8-6           | 25 juillet |
| Lutte       | Gréco-romaine 130 kg hommes | Rıza Kayaalp       | Amin Mirzazadeh Victoire 7-2          | 2 août     |
| Lutte       | Libre 76 kg femmes          | Yasemin Adar       | Aiperi Medet Kyzy Victoire 4-0 (VT)   | 2 août     |
| Gymnastique | Barres parallèles hommes    | Ferhat Arıcan      | 15,633 points                         | 3 août     |
| Lutte       | Libre 125 kg hommes         | Taha Akgül         | Mönkhtöriin Lkhagvagerel Victoire 5-0 | 6 août     |
| Karaté      | Kata hommes                 | Ali Sofuoğlu       | Park Hee-jun Victoire 26,72 à 26,34   | 6 août     |
| Karaté      | Kumité 61 kg femmes         | Merve Çoban        | Jovana Preković Défaite 0-2           | 6 août     |
| Karaté      | Kumité +75 kg hommes        | Uğur Aktaş         | Sajjad Ganjzadeh Défaite 2-2 (VS)     | 7 août     |

| Sport       |   |   |   | Total |
| ----------- | - | - | - | ----- |
| Boxe        | 1 | 1 | 0 | 2     |
| Gymnastique | 0 | 0 | 1 | 1     |
| Karaté      | 0 | 1 | 3 | 4     |
| Lutte       | 0 | 0 | 3 | 3     |
| Taekwondo   | 0 | 0 | 2 | 2     |
| Tir à l'arc | 1 | 0 | 0 | 1     |
| Total       | 2 | 2 | 9 | 13    |

| Jour       |   |   |   | Total |
| ---------- | - | - | - | ----- |
| 25 juillet | 0 | 0 | 2 | 2     |
| 31 juillet | 1 | 0 | 0 | 1     |
| 2 août     | 0 | 0 | 2 | 2     |
| 3 août     | 0 | 0 | 1 | 1     |
| 5 août     | 0 | 1 | 0 | 1     |
| 6 août     | 0 | 0 | 3 | 3     |
| 7 août     | 1 | 1 | 1 | 3     |
| Total      | 2 | 2 | 9 | 13    |

| Sexe   |   |   |   | Total |
| ------ | - | - | - | ----- |
| Femmes | 1 | 1 | 3 | 5     |
| Hommes | 1 | 1 | 6 | 8     |
| Total  | 2 | 2 | 9 | 13    |

## Athlètes engagés
| Sport              | Hommes | Femmes | Total |
| ------------------ | ------ | ------ | ----- |
| Athlétisme         | 17     | 8      | 25    |
| Aviron             | 1      | 0      | 1     |
| Badminton          | 0      | 1      | 1     |
| Boxe               | 3      | 3      | 6     |
| Cyclisme           | 2      | 0      | 2     |
| Escrime            | 0      | 1      | 1     |
| Gymnastique        | 4      | 1      | 5     |
| Haltérophilie      | 1      | 1      | 2     |
| Judo               | 4      | 2      | 6     |
| Karaté             | 3      | 4      | 7     |
| Lutte              | 7      | 2      | 9     |
| Natation           | 6      | 5      | 11    |
| Pentathlon moderne | 0      | 1      | 1     |
| Taekwondo          | 1      | 4      | 5     |
| Tir                | 4      | 0      | 4     |
| Tir à l'arc        | 1      | 1      | 2     |
| Voile              | 4      | 4      | 8     |
| Volley-ball        | 0      | 12     | 12    |
| Total              | 58     | 50     | 108   |

## Résultats

### Athlétisme
| Athlète                                              | Épreuve                   | 1er tour       | 1er tour     | Demi-finale | Demi-finale | Finale          | Finale   |
| Athlète                                              | Épreuve                   | Temps          | Rang         | Temps       | Rang        | Temps           | Rang     |
| ---------------------------------------------------- | ------------------------- | -------------- | ------------ | ----------- | ----------- | --------------- | -------- |
| Jak Ali Harvey                                       | 100 m masculin            | 10 s 25        | 6e           | Éliminé     | Éliminé     | Éliminé         | Éliminé  |
| Emre Zafer Barnes                                    | 100 m masculin            | 10 s 47        | 7e           | Éliminé     | Éliminé     | Éliminé         | Éliminé  |
| Ramil Guliyev                                        | 200 m masculin            | 20 s 54        | 2e           | 20 s 31     | 6e          | Éliminé         | Éliminé  |
| Yasmani Copello                                      | 400 m haies masculin      | 49 s           | 2e           | 47 s 88     | 3e          | 47 s 81 NR      | 6e       |
| Polat Kemboi Arıkan                                  | Marathon masculin         | Non disputé    | Non disputé  | Non disputé | Non disputé | Abandon         | Abandon  |
| Yavuz Ağralı                                         | Marathon masculin         | Non disputé    | Non disputé  | Non disputé | Non disputé | 2 h 21          | 52e      |
| Abdulselam İmük                                      | 20 km marche masculin     | Non disputé    | Non disputé  | Non disputé | Non disputé | 1 h 32 min 27 s | 48e      |
| Salih Korkmaz                                        | 20 km marche masculin     | Non disputé    | Non disputé  | Non disputé | Non disputé | Abandon         | Abandon  |
| Şahin Şenoduncu                                      | 20 km marche masculin     | Non disputé    | Non disputé  | Non disputé | Non disputé | 1 h 27 min 39 s | 34e      |
| Kayhan Özer Ertan Özkan Jak Ali Harvey Ramil Guliyev | Relais 4 × 100 m masculin | Disqualifiés   | Disqualifiés | Non disputé | Non disputé | Éliminés        | Éliminés |
| Yasemin Can                                          | 5 000 m féminin           | 14 min 50 s 92 | 6e           | Non disputé | Non disputé | 14 min 46 s 49  | 8e       |
| Yasemin Can                                          | 10 000 m féminin          | Non disputé    | Non disputé  | Non disputé | Non disputé | 31 min 10 s 05  | 11e      |
| Meryem Erdoğan                                       | Marathon féminin          | Non disputé    | Non disputé  | Non disputé | Non disputé | Abandon         |          |
| Meryem Bekmez                                        | 20 km marche féminin      | Non disputé    | Non disputé  | Non disputé | Non disputé | 1 h 35 min 8 s  | 22e      |
| Ayşe Tekdal                                          | 20 km marche féminin      | Non disputé    | Non disputé  | Non disputé | Non disputé | 1 h 38 min 40 s | 39e      |
| Evin Demir                                           | 20 km marche féminin      | Non disputé    | Non disputé  | Non disputé | Non disputé | 1 h 39 min 55 s | 41e      |

| Athlète         | Épreuve                    | Qualification | Qualification | Finale      | Finale   |
| Athlète         | Épreuve                    | Performance   | Rang          | Performance | Rang     |
| --------------- | -------------------------- | ------------- | ------------- | ----------- | -------- |
| Necati Er       | Triple saut masculin       | 17,13 m       | 2e            | 17,25 m     | 6e       |
| Eşref Apak      | Lancer du marteau masculin | 76,76 m       | 8e            | 76,71 m     | 9e       |
| Özkan Baltacı   | Lancer du marteau masculin | 63,63 m       | 31e           | Éliminé     | Éliminé  |
| Ersu Şaşma      | Saut à la perche féminin   | 5,65 m        | 12e           | 5,70 m      | 10e      |
| Emel Dereli     | Lancer du poids féminin    | 17,81 m       | 16e           | Éliminée    | Éliminée |
| Tuğçe Şahutoğlu | Lancer du marteau féminin  | 66,06 m       | 27e           | Éliminée    | Éliminée |
| Eda Tuğsuz      | Lancer du javelot féminin  | 62,31 m       | 5e            | 64,00 m     | 4e       |

### Aviron
| Athlète       | Compétition    | Série         | Série | Repêchages   | Repêchages   | Quarts de finale | Quarts de finale | Demi-finale                   | Demi-finale | Finale                 | Finale |
| Athlète       | Compétition    | Temps         | Rang  | Temps        | Rang         | Temps            | Rang             | Temps                         | Rang        | Temps                  | Rang   |
| ------------- | -------------- | ------------- | ----- | ------------ | ------------ | ---------------- | ---------------- | ----------------------------- | ----------- | ---------------------- | ------ |
| Onat Kazaklıx | Skiff masculin | 7 min 20 s 11 | 3e    | Non concerné | Non concerné | 7 min 32 s 86    | 4e               | Demi-finale C/D 7 min 32 s 19 | 6e          | Finale D 7 min 13 s 65 | 21e    |

### Badminton
| Athlète        | Compétition  | Phase de groupes         | Phase de groupes         | Phase de groupes | 1/8e de finale   | Quarts de finale | Demi-finales     | Finale           | Finale   |
| Athlète        | Compétition  | Adversaire Score         | Adversaire Score         | Rang             | Adversaire Score | Adversaire Score | Adversaire Score | Adversaire Score | Rang     |
| -------------- | ------------ | ------------------------ | ------------------------ | ---------------- | ---------------- | ---------------- | ---------------- | ---------------- | -------- |
| Neslihan Yiğit | Simple dames | Hany Victoire 21-5, 21-5 | Chen Défaite 14-21, 9-21 | 2e du gr. A      | Éliminée         | Éliminée         | Éliminée         | Éliminée         | Éliminée |

### Boxe
| Athlète           | Catégorie                 | 1/16e de finale       | 1/8e de finale         | Quart de finale      | Demi-finale            | Finale               | Rang                               |
| Athlète           | Catégorie                 | Adversaire Résultat   | Adversaire Résultat    | Adversaire Résultat  | Adversaire Résultat    | Adversaire Résultat  | Rang                               |
| ----------------- | ------------------------- | --------------------- | ---------------------- | -------------------- | ---------------------- | -------------------- | ---------------------------------- |
| Batuhan Çiftçi    | Mouches hommes (-52 kg)   | Zoirov Défaite 0-5    | Éliminé                | Éliminé              | Éliminé                | Éliminé              | 17e                                |
| Necat Ekinci      | Welters hommes (-69 kg)   | Radzionau Défaite 2-3 | Éliminé                | Éliminé              | Éliminé                | Éliminé              | 17e                                |
| Bayram Malkan     | Mi-lourds hommes (-81 kg) | Exempté               | Samed Victoire AA      | Alfonso Défaite 0-5  | Éliminé                | Éliminé              | 5e                                 |
| Buse Çakıroğlu    | Mouches femmes (-51 kg)   | Exemptée              | Rakhimova Victoire 3-2 | Jitpong Victoire 5-0 | Huang Victoire 5-0     | Krasteva Défaite 0-5 | Médaille d'argent, Jeux olympiques |
| Esra Yıldız       | Légers femmes (-60 kg)    | Exemptée              | Sánchez Victoire 5-0   | Potkonen Défaite 2-3 | Éliminée               | Éliminée             | 5e                                 |
| Busenaz Sürmeneli | Welters femmes (-69 kg)   | Exemptée              | Koszewska Victoire 5-0 | Lysenko Victoire 5-0 | Borgohain Victoire 5-0 | Gu Victoire 3-0      | Médaille d'or, Jeux olympiques     |

### Cyclisme sur route
| Athlète     | Compétition | Temps   | Rang    |
| ----------- | ----------- | ------- | ------- |
| Onur Balkan | Hommes      | Abandon | Abandon |
| Ahmet Örken | Hommes      | Abandon | Abandon |

### Escrime
| Athlète       | Compétition        | 1/32e de finale  | 1/16e de finale   | 1/8e de finale   | Quarts de finale | Demi-finale Classement 5-8 | Finale 3e place Classement 5e, 7e places | Rang     |
| Athlète       | Compétition        | Adversaire Score | Adversaire Score  | Adversaire Score | Adversaire Score | Adversaire Score           | Adversaire Score                         | Rang     |
| ------------- | ------------------ | ---------------- | ----------------- | ---------------- | ---------------- | -------------------------- | ---------------------------------------- | -------- |
| İrem Karamete | Fleuret individuel | Exemptée         | Ross Défaite 5-15 | Éliminée         | Éliminée         | Éliminée                   | Éliminée                                 | Éliminée |

### Gymnastique artistique
| Athlète       | Compétition       | Qualifications | Qualifications | Qualifications | Qualifications | Qualifications    | Qualifications | Qualifications | Qualifications | Finale   | Finale         | Finale   | Finale   | Finale            | Finale     | Finale | Finale                              |
| Athlète       | Compétition       | Appareil       | Appareil       | Appareil       | Appareil       | Appareil          | Appareil       | Total          | Rang           | Appareil | Appareil       | Appareil | Appareil | Appareil          | Appareil   | Total  | Rang                                |
| Athlète       | Compétition       | Sol            | Cheval d'arçon | Anneaux        | Saut           | Barres parallèles | Barre fixe     | Total          | Rang           | Sol      | Cheval d'arçon | Anneaux  | Saut     | Barres parallèles | Barre fixe | Total  | Rang                                |
| ------------- | ----------------- | -------------- | -------------- | -------------- | -------------- | ----------------- | -------------- | -------------- | -------------- | -------- | -------------- | -------- | -------- | ----------------- | ---------- | ------ | ----------------------------------- |
| Ferhat Arıcan | Barres parallèles | -              | -              | -              | -              | 15,566            | -              | 15,566         | 4e             | -        | -              | -        | -        | 15,633            | -          | 15,633 | Médaille de bronze, Jeux olympiques |
| Adem Asil     | Concours général  | 14,033         | 12,400         | 14,800         | 14,766         | 14,091            | 14,100         | 84,524         | 15e            | 14,300   | 13,166         | 13,700   | 15,133   | 12,600            | 13,600     | 82,499 | 15e                                 |
| Adem Asil     | Anneaux           | -              | -              | 14,800         | -              | -                 | -              | 14,800         | 6e             | -        | -              | 14,600   | -        | -                 | -          | 14,600 | 7e                                  |
| Adem Asil     | Saut de cheval    | -              | -              | -              | 14,766         | -                 | -              | 14,766         | 4e             | -        | -              | -        | 14,449   | -                 | -          | 14,449 | 6e                                  |
| İbrahim Çolak | Anneaux           | -              | -              | 14,933         | -              | -                 | -              | 14,933         | 4e             | -        | -              | 14,866   | -        | -                 | -          | 14,866 | 5e                                  |
| Ahmet Önder   | Concours général  | 14,600         | 13,333         | 14,366         | 14,333         | 15,200            | 13,833         | 85,665         | 8e             | Ab.      | 12,900         | 13,866   | 14,333   | Abandon           | Abandon    | 41,099 | Ab.                                 |
| Ahmet Önder   | Saut de cheval    | -              | -              | -              | 14,466         | -                 | -              | 14,466         | 8e             | -        | -              | -        | 14,066   | -                 | -          | 14,066 | 7e                                  |

| Athlète          | Compétition      | Qualifications | Qualifications      | Qualifications | Qualifications | Qualifications | Qualifications | Finale   | Finale              | Finale   | Finale   | Finale   | Finale   |
| Athlète          | Compétition      | Appareil       | Appareil            | Appareil       | Appareil       | Total          | Rang           | Appareil | Appareil            | Appareil | Appareil | Total    | Rang     |
| Athlète          | Compétition      | Saut           | Barres asymétriques | Poutre         | Sol            | Total          | Rang           | Saut     | Barres asymétriques | Poutre   | Sol      | Total    | Rang     |
| ---------------- | ---------------- | -------------- | ------------------- | -------------- | -------------- | -------------- | -------------- | -------- | ------------------- | -------- | -------- | -------- | -------- |
| Nazlı Savranbaşı | Concours général | 12,900         | 11,933              | 11,033         | 11,933         | 47,799         | 71e            | Éliminée | Éliminée            | Éliminée | Éliminée | Éliminée | Éliminée |

### Haltérophilie
| Athlète               | Compétition           | Arraché  | Arraché | Épaulé-jeté | Épaulé-jeté | Total  | Rang |
| Athlète               | Compétition           | Résultat | Rang    | Résultat    | Rang        | Total  | Rang |
| --------------------- | --------------------- | -------- | ------- | ----------- | ----------- | ------ | ---- |
| Muhammed Furkan Özbek | Moins de 67 kg hommes | 142 kg   | 6e      | 173 kg      | Ab          | 142 kg | Ab   |
| Nuray Levent          | Moins de 64 kg femmes | 100 kg   | 6e      | 120 kg      | 9e          | 220 kg | 9e   |

### Judo
| Athlète          | Compétition           | 1er tour                | 2e tour                 | Quart de finale           | Demi-finale           | Repêchage           | Finale / MB           | Rang     |
| Athlète          | Compétition           | Adversaire Résultat     | Adversaire Résultat     | Adversaire Résultat       | Adversaire Résultat   | Adversaire Résultat | Adversaire Résultat   | Rang     |
| ---------------- | --------------------- | ----------------------- | ----------------------- | ------------------------- | --------------------- | ------------------- | --------------------- | -------- |
| Mihraç Akkuş     | Moins de 60 kg hommes | Namgyel Victoire 10-00  | Smetov Défaite 00-10    | Éliminé                   | Éliminé               | Éliminé             | Éliminé               | Éliminé  |
| Bilal Çiloğlu    | Moins de 73 kg hommes | Slman Victoire 10-00    | Ōno Défaite 00-10       | Éliminé                   | Éliminé               | Éliminé             | Éliminé               | Éliminé  |
| Vedat Albayrak   | Moins de 81 kg hommes | Nagase Défaite 00-10    | Éliminé                 | Éliminé                   | Éliminé               | Éliminé             | Éliminé               | Éliminé  |
| Mihael Žgank     | Moins de 90 kg hommes | Silva Victoire 01-00    | Brown Victoire 01-00    | van 't End Victoire 10-00 | Trippel Défaite 00-01 | -                   | Bobonov Défaite 00-10 | 5e       |
| Gülkader Şentürk | Moins de 48 kg femmes | Figueroa Défaite 00-10  | Éliminée                | Éliminée                  | Éliminée              | Éliminée            | Éliminée              | Éliminée |
| Kayra Sayit      | Plus de 78 kg femmes  | Atangana Victoire 01-00 | Kalanina Victoire 10-00 | Sone Défaite 00-10        | Non qualifiée         | Han Victoire 10-00  | Dicko Défaite 00-10   | 5e       |

### Karaté
| Athlète         | Compétition           | Tour de qualification   | Tour de qualification | Tour de qualification   | Tour de qualification | Tour de qualification | Demi-finale                | Finale               | Rang                                |
| Athlète         | Compétition           | Match 1                 | Match 2               | Match 3                 | Match 4               | Place                 | Demi-finale                | Finale               | Rang                                |
| Athlète         | Compétition           | Adversaire Résultat     | Adversaire Résultat   | Adversaire Résultat     | Adversaire Résultat   | Place                 | Adversaire Résultat        | Adversaire Résultat  | Rang                                |
| --------------- | --------------------- | ----------------------- | --------------------- | ----------------------- | --------------------- | --------------------- | -------------------------- | -------------------- | ----------------------------------- |
| Eray Şamdan     | Moins de 67 kg hommes | Farzaliyev Victoire 7-1 | Assadilov Défaite 2-6 | El-Sawy Victoire 4-1    | Sago Victoire 2-1     | 2e                    | Al-Masatfa Victoire 2-0    | Da Costa Défaite 0-5 | Médaille d'argent, Jeux olympiques  |
| Uğur Aktaş      | Plus de 75 kg hommes  | Arkania Victoire 3-1    | Araga Défaite 3-5     | Yuldashev Victoire 11-3 | Horne Victoire (Ff)   | 2e                    | Ganjzadeh Défaite 2-2 (VS) | Éliminé              | Médaille de bronze, Jeux olympiques |
| Serap Özçelik   | Moins de 55 kg femmes | Bahmanyar Défaite 4-5   | Goranova Défaite 1-5  | Wen Défaite 4-5         | Non disputé           | 4e                    | Éliminée                   | Éliminée             | 7e                                  |
| Merve Çoban     | Moins de 61 kg femmes | Someya Victoire 4-0     | Garcés Victoire 6-2   | Heurtault Défaite 0-2   | Yin Défaite 2-2 (VS)  | 2e                    | Preković Défaite 0-2       | Éliminée             | Médaille de bronze, Jeux olympiques |
| Meltem Hocaoğlu | Plus de 61 kg femmes  | Berultseva Nul 5-5      | Uekusa Défaite 4-5    | Semeraro Défaite 4-9    | Zaretska Défaite 0-4  | 5e                    | Éliminée                   | Éliminée             | 9e                                  |

| Athlète      | Compétition | Tour de qualification | Tour de qualification | Tour de qualification | Tour de qualification | Phase de classement | Phase de classement | Finale / MB                 | Rang                                |
| Athlète      | Compétition | 1er kata              | 2e kata               | Moyenne kata          | Place                 | 3e kata             | Place               | Adversaire Résultat         | Rang                                |
| ------------ | ----------- | --------------------- | --------------------- | --------------------- | --------------------- | ------------------- | ------------------- | --------------------------- | ----------------------------------- |
| Ali Sofuoğlu | Kata hommes | 27,00                 | 27,28                 | 27,14                 | 2e                    | 27,32               | 2e                  | Park Victoire 26,72 à 26,34 | Médaille de bronze, Jeux olympiques |
| Dilara Bozan | Kata femmes | 24,46                 | 25,06                 | 24,76                 | 3e                    | 25,78               | 3e                  | Lau Défaite 26,52 à 26,94   | 5e                                  |

### Lutte
| Athlète            | Compétition   | Huitièmes de finale         | Quarts de finale      | Demi-finale         | Repêchage                 | Finale 3e place Classement   | Rang                                |
| Athlète            | Compétition   | Adversaire Résultat         | Adversaire Résultat   | Adversaire Résultat | Adversaire Résultat       | Adversaire Résultat          | Rang                                |
| ------------------ | ------------- | --------------------------- | --------------------- | ------------------- | ------------------------- | ---------------------------- | ----------------------------------- |
| Süleyman Atlı      | 57 kg hommes  | Atri Défaite 2-3            | Éliminé               | Éliminé             | Éliminé                   | Éliminé                      | Éliminé                             |
| Osman Göçen        | 86 kg hommes  | Takatani Victoire 2-2 (VP)  | Nayfonov Défaite 1-12 | Éliminé             | Éliminé                   | Éliminé                      | Éliminé                             |
| Süleyman Karadeniz | 97 kg hommes  | Ibragimov Victoire 3-3 (VP) | Yergali Victoire 8-7  | Snyder Défaite 0-5  | -                         | Conyedo Défaite 2-6          | 5e                                  |
| Taha Akgül         | 125 kg hommes | Dhesi Victoire 5-0          | Steveson Défaite 8-0  | Non qualifié        | Lazarev Victoire 4-0      | Lkhagvagerel Victoire 5-0    | Médaille de bronze, Jeux olympiques |
| Evin Demirhan      | 50 kg femmes  | Hildebrandt Défaite 0-11    | Éliminée              | Éliminée            | Éliminée                  | Éliminée                     | Éliminée                            |
| Yasemin Adar       | 76 kg femmes  | Ferreira Victoire 6-0       | Gray Défaite 4-6      | Non qualifiée       | Sghaier Victoire 2-0 (VT) | Medet Kyzy Victoire 4-0 (VT) | Médaille de bronze, Jeux olympiques |

| Athlète      | Compétition | Huitième de finale      | Quart de finale     | Demi-finale         | Repêchage           | Finale 3e place Classement | Rang                                |
| Athlète      | Compétition | Adversaire Résultat     | Adversaire Résultat | Adversaire Résultat | Adversaire Résultat | Adversaire Résultat        | Rang                                |
| ------------ | ----------- | ----------------------- | ------------------- | ------------------- | ------------------- | -------------------------- | ----------------------------------- |
| Kerem Kamal  | 60 kg       | Ciobanu Défaite 0-8     | Éliminé             | Éliminé             | Éliminé             | Éliminé                    | Éliminé                             |
| Cenk İldem   | 97 kg       | Milov Défaite 1-3       | Éliminé             | Éliminé             | Éliminé             | Éliminé                    | Éliminé                             |
| Rıza Kayaalp | 130 kg      | Knystautas Victoire 5-1 | Popp Victoire 6-2   | López Défaite 0-2   | -                   | Mirzazadeh Victoire 7-2    | Médaille de bronze, Jeux olympiques |

### Natation
| Athlète             | Épreuve          | Série         | Série | Demi-finale | Demi-finale | Finale  | Finale  |
| Athlète             | Épreuve          | Temps         | Rang  | Temps       | Rang        | Temps   | Rang    |
| ------------------- | ---------------- | ------------- | ----- | ----------- | ----------- | ------- | ------- |
| Baturalp Ünlü       | 200 m nage libre | 1 min 49 s 75 | 34e   | Éliminé     | Éliminé     | Éliminé | Éliminé |
| Yiğit Aslan         | 800 m nage libre | 7 min 56 s 18 | 24e   | Non disputé | Non disputé | Éliminé | Éliminé |
| Hüseyin Emre Sakçı  | 100 m brasse     | 59 s 87       | 19e   | Éliminé     | Éliminé     | Éliminé | Éliminé |
| Berkay Ömer Öğretir | 100 m brasse     | 59 s 82       | 18e   | Éliminé     | Éliminé     | Éliminé | Éliminé |
| Berkay Ömer Öğretir | 200 m brasse     | 2 min 10 s 73 | 22e   | Éliminé     | Éliminé     | Éliminé | Éliminé |
| Berke Saka          | 200 m dos        | 1 min 58 s 66 | 23e   | Éliminé     | Éliminé     | Éliminé | Éliminé |
| Ümitcan Güreş       | 100 m papillon   | 52 s 44       | 35e   | Éliminé     | Éliminé     | Éliminé | Éliminé |

| Athlète                                                        | Épreuve              | Série          | Série | Demi-finale   | Demi-finale | Finale    | Finale    |
| Athlète                                                        | Épreuve              | Temps          | Rang  | Temps         | Rang        | Temps     | Rang      |
| -------------------------------------------------------------- | -------------------- | -------------- | ----- | ------------- | ----------- | --------- | --------- |
| Beril Böcekler                                                 | 400 m nage libre     | 4 min 8 s 27   | 16e   | Non disputé   | Non disputé | Éliminée  | Éliminée  |
| Deniz Ertan                                                    | 800 m nage libre     | 8 min 36 s 29  | 23e   | Non disputé   | Non disputé | Éliminée  | Éliminée  |
| Deniz Ertan                                                    | 1 500 m nage libre   | 16 min 13 s 22 | 17e   | Non disputé   | Non disputé | Éliminée  | Éliminée  |
| Merve Tuncel                                                   | 400 m nage libre     | 4 min 11 s 06  | 19e   | Non disputé   | Non disputé | Éliminée  | Éliminée  |
| Merve Tuncel                                                   | 800 m nage libre     | 8 min 52 s 62  | 12e   | Non disputé   | Non disputé | Éliminée  | Éliminée  |
| Merve Tuncel                                                   | 1 500 m nage libre   | 16 min         | 11e   | Non disputé   | Non disputé | Éliminée  | Éliminée  |
| Defne Taçyıldız                                                | 200 m papillon       | 2 min 10 s     | 12e   | 2 min 11 s 27 | 14e         | Éliminée  | Éliminée  |
| Viktoriya Zeynep Güneş                                         | 200 m 4 nages        | 2 min 14 s 41  | 22e   | Éliminée      | Éliminée    | Éliminée  | Éliminée  |
| Beril Böcekler Deniz Ertan Merve Tuncel Viktoriya Zeynep Güneş | 4 × 200 m nage libre | 8 min 10 s 96  | 13e   | Non disputé   | Non disputé | Éliminées | Éliminées |

### Pentathlon moderne
| Athlète       | Compétition          | Escrime (épée, une touche) | Escrime (épée, une touche) | Natation (200 m nage libre) | Natation (200 m nage libre) | Natation (200 m nage libre) | Équitation (saut d'obstacles) | Équitation (saut d'obstacles) | Équitation (saut d'obstacles) | Combiné course/tir (3 200 m / pistolet à 10 m) | Combiné course/tir (3 200 m / pistolet à 10 m) | Combiné course/tir (3 200 m / pistolet à 10 m) | Total | Rang |
| Athlète       | Compétition          | Rang                       | Points                     | Temps                       | Rang                        | Points                      | Pénalités                     | Rang                          | Points                        | Temps                                          | Rang                                           | Points                                         | Total | Rang |
| ------------- | -------------------- | -------------------------- | -------------------------- | --------------------------- | --------------------------- | --------------------------- | ----------------------------- | ----------------------------- | ----------------------------- | ---------------------------------------------- | ---------------------------------------------- | ---------------------------------------------- | ----- | ---- |
| İlke Özyüksel | Compétition féminine | 27e                        | 185                        | 2 min 15 s 89               | 20e                         | 279                         | 7,00                          | 5e                            | 293                           | 11 min 47 s 64                                 | 3e                                             | 593                                            | 1 350 | 5e   |

### Taekwondo
| Athlète            | Compétition           | Huitièmes de finale       | Quarts de finale       | Demi-finale          | Repêchage           | Finale / MB           | Rang                                |
| Athlète            | Compétition           | Adversaire Résultat       | Adversaire Résultat    | Adversaire Résultat  | Adversaire Résultat | Adversaire Résultat   | Rang                                |
| ------------------ | --------------------- | ------------------------- | ---------------------- | -------------------- | ------------------- | --------------------- | ----------------------------------- |
| Hakan Reçber       | Moins de 68 kg hommes | Pontes Victoire 25-15     | Sinden Défaite 19-39   | Non qualifié         | Burns Victoire 23-8 | Husić Victoire 22-13  | Médaille de bronze, Jeux olympiques |
| Rukiye Yıldırım    | Moins de 49 kg femmes | Abdelsalam Victoire 21-20 | Ramírez Victoire 31-30 | Cerezo Défaite 19-39 | -                   | Semberg Défaite 22-27 | 5e                                  |
| Hatice Kübra İlgün | Moins de 57 kg femmes | Lindo Victoire 16-5       | Zolotic Défaite 9-17   | Non qualifiée        | Laaraj Victoire 6-0 | Alizadeh Victoire 8-6 | Médaille de bronze, Jeux olympiques |
| Nur Tatar          | Moins de 67 kg femmes | Anyanacho Victoire 12-7   | McPherson Défaite 1-3  | Éliminée             | Éliminée            | Éliminée              | 9e                                  |
| Nafia Kuş          | Plus de 67 kg femmes  | Rodríguez Défaite 5-7     | Éliminée               | Éliminée             | Éliminée            | Éliminée              | 16e                                 |

### Tir
| Athlète      | Compétition                   | Qualification | Qualification | Finale  | Finale  |
| Athlète      | Compétition                   | Points        | Rang          | Points  | Rang    |
| ------------ | ----------------------------- | ------------- | ------------- | ------- | ------- |
| Yusuf Dikeç  | Pistolet à air comprimé 10 m  | 572           | 24e           | Éliminé | Éliminé |
| İsmail Keleş | Pistolet à air comprimé 10 m  | 572           | 25e           | Éliminé | Éliminé |
| Özgür Varlık | Pistolet à 25 m tir rapide,   | 555           | 24e           | Éliminé | Éliminé |
| Ömer Akgün   | Carabine à air comprimé 10 m, | 629,8         | 5e            | 207,3   | 4e      |
| Ömer Akgün   | Carabine à 50 m 3 positions   | 1 147         | 36e           | Éliminé | Éliminé |

### Tir à l'arc
| Athlète                   | Compétition        | Tour préliminaire | Tour préliminaire | 1er tour              | 2e tour            | 3e tour            | Quarts de finale       | Demi-finale           | Finale / 3e place    | Rang                           |
| Athlète                   | Compétition        | Score             | Rang              | Adversaire Score      | Adversaire Score   | Adversaire Score   | Adversaire Score       | Adversaire Score      | Adversaire Score     | Rang                           |
| ------------------------- | ------------------ | ----------------- | ----------------- | --------------------- | ------------------ | ------------------ | ---------------------- | --------------------- | -------------------- | ------------------------------ |
| Mete Gazoz                | Individuel hommes, | 669               | 10e               | Henckels Victoire 6-0 | Tyack Victoire 7-3 | Worth Victoire 7-1 | Ellison Victoire 7-3   | Furukawa Victoire 7-3 | Nespoli Victoire 6-4 | Médaille d'or, Jeux olympiques |
| Yasemin Anagöz            | Individuel femmes, | 652               | 19e               | Barrett Victoire 6-2  | Yang Victoire 6-2  | Kang Défaite 2-6   | Éliminée               | Éliminée              | Éliminée             | Éliminée                       |
| Mete Gazoz Yasemin Anagöz | Par équipe mixte,  | 1 321             | 7e                | Non disputé           | Non disputé        | ROC Victoire 6-2   | Indonésie Victoire 6-2 | Pays-Bas Défaite 3-5  | Mexique Défaite 2-6  | 4e                             |

### Voile
| Athlète                       | Compétition         | Régate | Régate   | Régate   | Régate | Régate | Régate | Régate | Régate  | Régate | Régate | Régate      | Régate      | Régate | Total net | Rang final |
| Athlète                       | Compétition         | 1      | 2        | 3        | 4      | 5      | 6      | 7      | 8       | 9      | 10     | 11          | 12          | CM     | Total net | Rang final |
| ----------------------------- | ------------------- | ------ | -------- | -------- | ------ | ------ | ------ | ------ | ------- | ------ | ------ | ----------- | ----------- | ------ | --------- | ---------- |
| Ateş Çınar Deniz Çınar        | 470 hommes          | 11     | 14       | 5        | 3      | 2      | 10     | (17)   | 13      | 11     | 4      | Non disputé | Non disputé | 10     | 93        | 10e        |
| Alican Kaynar                 | Finn hommes         | 1      | 1        | 6        | 13     | 9      | 14     | 7      | (20) ab | 10     | 10     | Non disputé | Non disputé | 5      | 81        | 8e         |
| Onur Cavit Biriz              | RS:X hommes         | 15     | 19       | 20       | 19     | (26)   | 14     | 23     | 20      | 23     | 21     | 21          | 17          | EL     | 210       | 20e        |
| Okyanus Arıkan Beste Kaynakçı | 470 femmes          | 20     | 18,1 Pén | (22) Dsq | 18     | 12     | 14     | 13     | 18      | 3      | 14     | Non disputé | Non disputé | EL     | 127,1     | 17e        |
| Ecem Güzel                    | Laser Radial femmes | 4      | 24       | 12       | 17     | 28     | (30)   | 11     | 29      | 27     | 20     | Non disputé | Non disputé | EL     | 172       | 20e        |
| Dilara Uralp                  | RS:X femmes         | 16     | 22       | 23       | 23     | 24     | (25)   | 22     | 24      | 21     | 21     | 25          | 24          | EL     | 245       | 24e        |

### Volley-ball (indoor)
| Compétition     | Phase de groupe    | Phase de groupe    | Phase de groupe        | Phase de groupe        | Phase de groupe  | Phase de groupe | Quart de finale          | Demi-finale      | Finale / 3e place | Finale / 3e place |
| Compétition     | Adversaire Score   | Adversaire Score   | Adversaire Score       | Adversaire Score       | Adversaire Score | Rang            | Adversaire Score         | Adversaire Score | Adversaire Score  | Rang              |
| --------------- | ------------------ | ------------------ | ---------------------- | ---------------------- | ---------------- | --------------- | ------------------------ | ---------------- | ----------------- | ----------------- |
| Tournoi féminin | Chine Victoire 3-0 | Italie Défaite 1-3 | États-Unis Défaite 2-3 | Argentine Victoire 3-0 | ROC Victoire 3-2 | 3e              | Corée du Sud Défaite 2-3 | Éliminées        | Éliminées         | Éliminées         |